# صان الحجر القبلية
صان الحجر إحدى مدن مركز الحسينية محافظة الشرقية في جمهورية مصر العربية، قديمًا كانت تسمى تانيس ويعتقد أن اسمها في التوراة «صوعن»، كما ذكرت في الكتابات المصرية القديمة باسم «جعنت».

## التسمية
| I10 · D36 | N35 · X1 · Z5 | N35B | N36 · N23 | O49 |
Djanet 
Ḏˁnt ، «جعنت».
| D · a | , |
باليونانية القديمة: Tanis

## التاريخ
تأسست تانيس  في أواخر عهد الأسرة العشرين، وأصبحت عاصمة شمال مصر خلال عهد الأسرة الحادية والعشرين. كانت المدينة مسقط رأس سمندس مؤسس الأسرة الحادية والعشرين. وخلال عهد الأسرة الثانية والعشرون ظلت تانيس عاصمة مصر السياسية. كانت المدينة ذات أهمية تجارية واستراتيجية، إلا أنها هُجرت في القرن السادس الميلادي، بعدما كانت مهددة بأن تغمرها بحيرة المنزلة.
يرجع تاريخ تانيس  إلى الدولة الحديثة، وليس لها ذكر قبل ذلك، بعكس مدينة صا الحجر على الذراع الغربي من نهر النيل في الدلتا والتي كانت تسمى لدى الفراعنة «صاو» وسماها الإغريق «سايس». يعود تاريخ صاو (صا الحجر) إلى 4000 سنة قبل الميلاد.

## الآثار
هناك عدد من أنقاض المعابد، بما في ذلك معبد كان مكرسًا لآمون، وبعض المقابر الملكية من الفترة الانتقالية الثالثة ومنها مقابر الفراعنة بسوسنس الأول وأمينيموبي وشوشنق الثاني، والتي نجت من النهب من لصوص المقابر طوال العصور القديمة، والتي اكتشفها عالم المصريات الفرنسي بيير مونتيه عامي 1939 و 1940، وكانت تحتوي على كمية كبيرة من الذهب والمجوهرات واللازورد والأحجار الكريمة الأخرى بما في ذلك الأقنعة الجنائزية لهؤلاء الملوك.
في عام 2009، أعلنت وزارة الثقافة المصرية عن اكتشاف علماء الآثار موقع البحيرة المقدسة لمعبد الإلهة موط في موقع صان الحجر الأثري، وهي تعد ثاني بحيرة مقدسة يعثر عليها في صان الحجر، وقد اكتشفت الأولى عام 1928.

## السكان
بلغ عدد سكان صان الحجر البحرية 30,819 نسمة وصان الحجر القبلية 43,157 نسمة، ليبلغ جملة سكان صان الحجر 73,976 نسمة حسب الإحصاء الرسمي لعام 2006.

## معرض صور

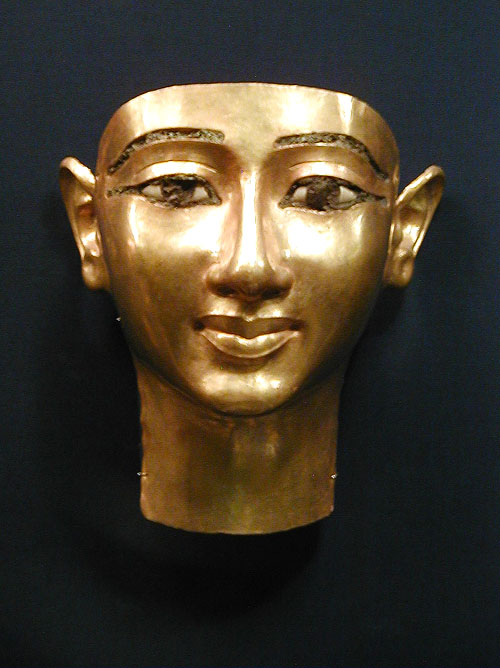
قناع جنائزي اكتشف في صان الحجر
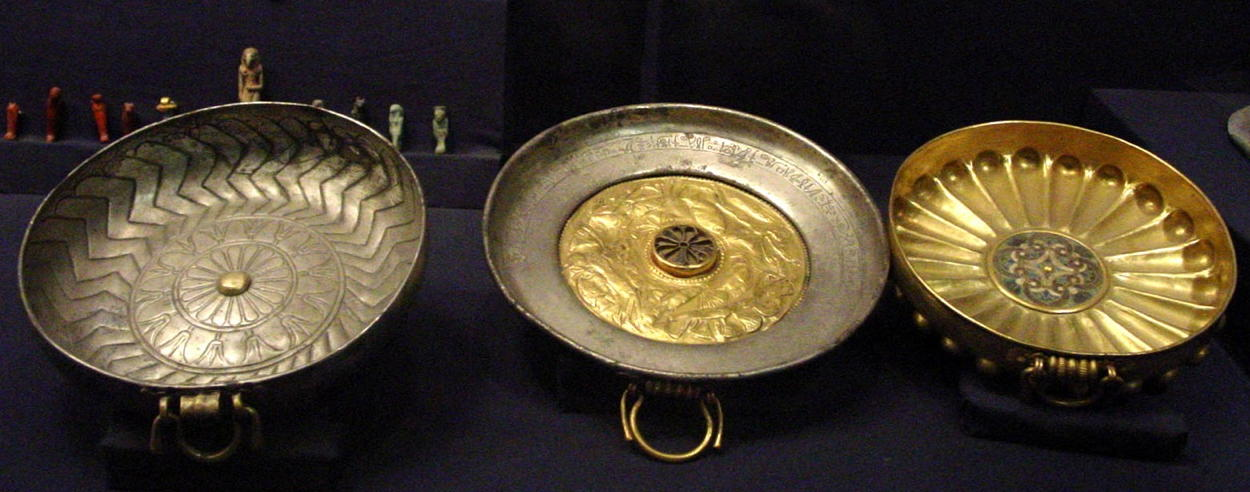
أكواب فرعونية مكتشفة في القرية
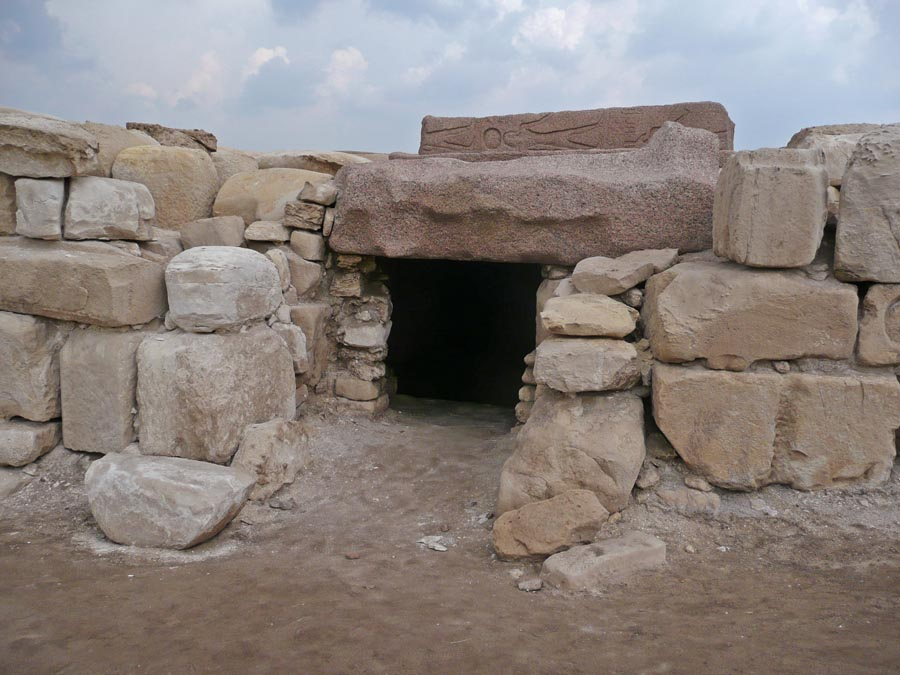
معبد الملك أوسركون الثاني في القرية
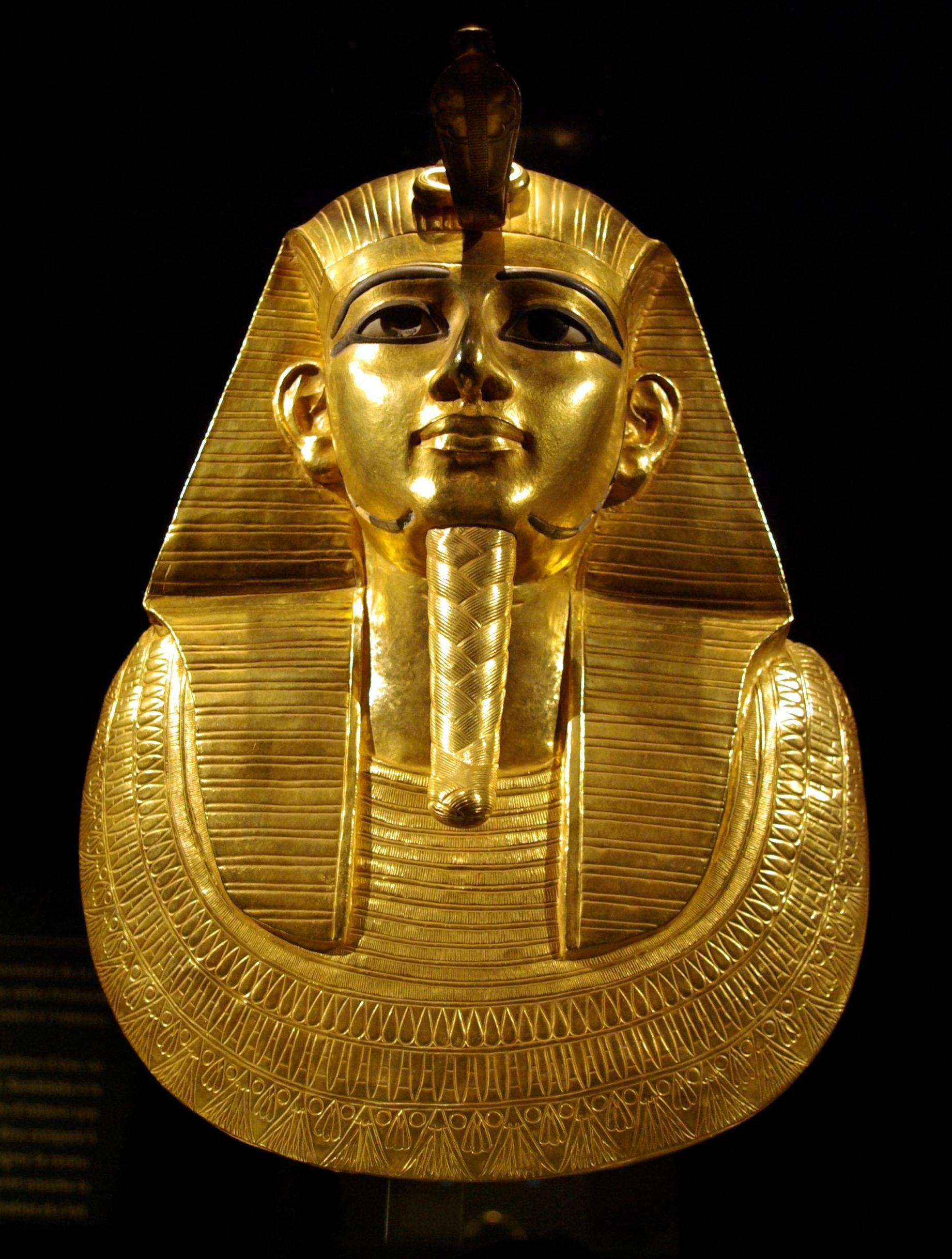
قناع جنائزي من الذهب للملك بسوسنس الأول
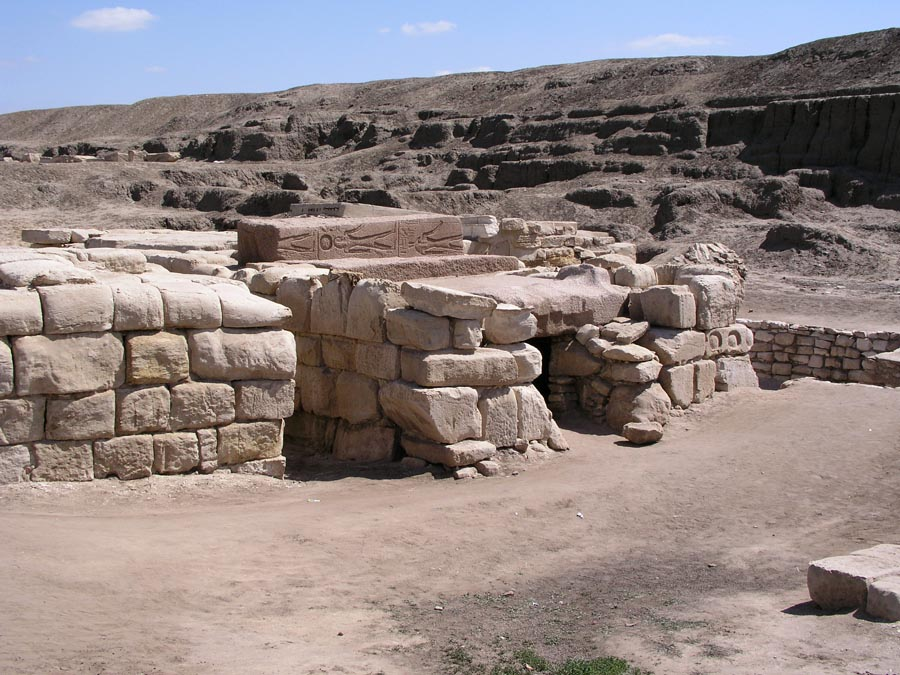
مقابر تانيس الملكية
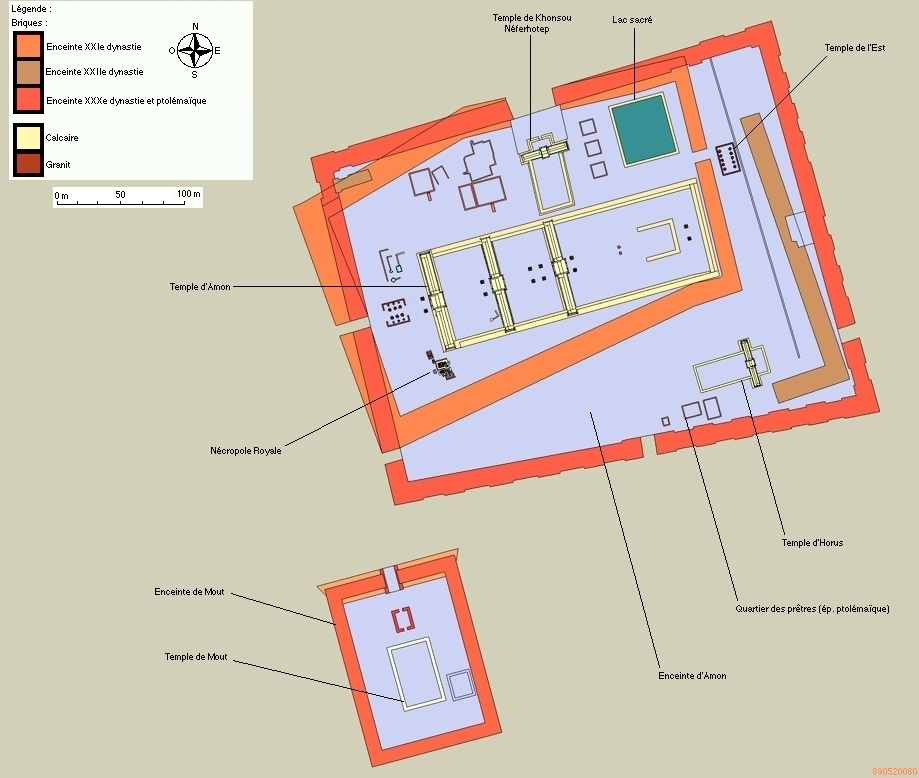
خريطة المعابد